# Gephyromantis malagasius
Gephyromantis malagasius – gatunek płaza bezogonowego zaliczanego do rodziny mantellowatych (Mantellidae), zamieszkującego lasy tropikalne na Madagaskarze.

## Występowanie
Ten endemiczny płaz Madagaskaru zamieszkuje jedynie wschodnią część wyspy – od półwyspu Masoala na południe do okolic Ranomafana.
Płaz ten zasiedla tereny położone na wysokości od 0 do 1500 metrów nad poziomem morza. Obserwuje się go w pierwotnych lasach deszczowych. Zazwyczaj znajduje się go na liściach niskiej roślinności.

## Rozmnażanie
Nie istnieją dane na temat rozmnażania tego stworzenia, ale ponieważ jego występowanie zdaje się nie zależeć od zbiorników wodnych, postuluje się możliwość rozwoju bezpośredniego.

## Status
W Czerwonej księdze gatunków zagrożonych IUCN płaz ten od 2004 roku klasyfikowany jest jako gatunek najmniejszej troski (LC, ang. Least Concern).
W przeszłości miejscowo bardzo liczny, gatunek spotyka się obecnie rzadko. Utrzymuje się malejący trend populacyjny.
Do zagrożeń dla gatunku należą: drobne rolnictwo (w tym wypas zwierząt gospodarskich), pozyskiwanie drewna i wytwarzanie węgla drzewnego, inwazyjne rozprzestrzenianie się eukaliptusa, osadnictwo ludzkie.